# Emboutissage

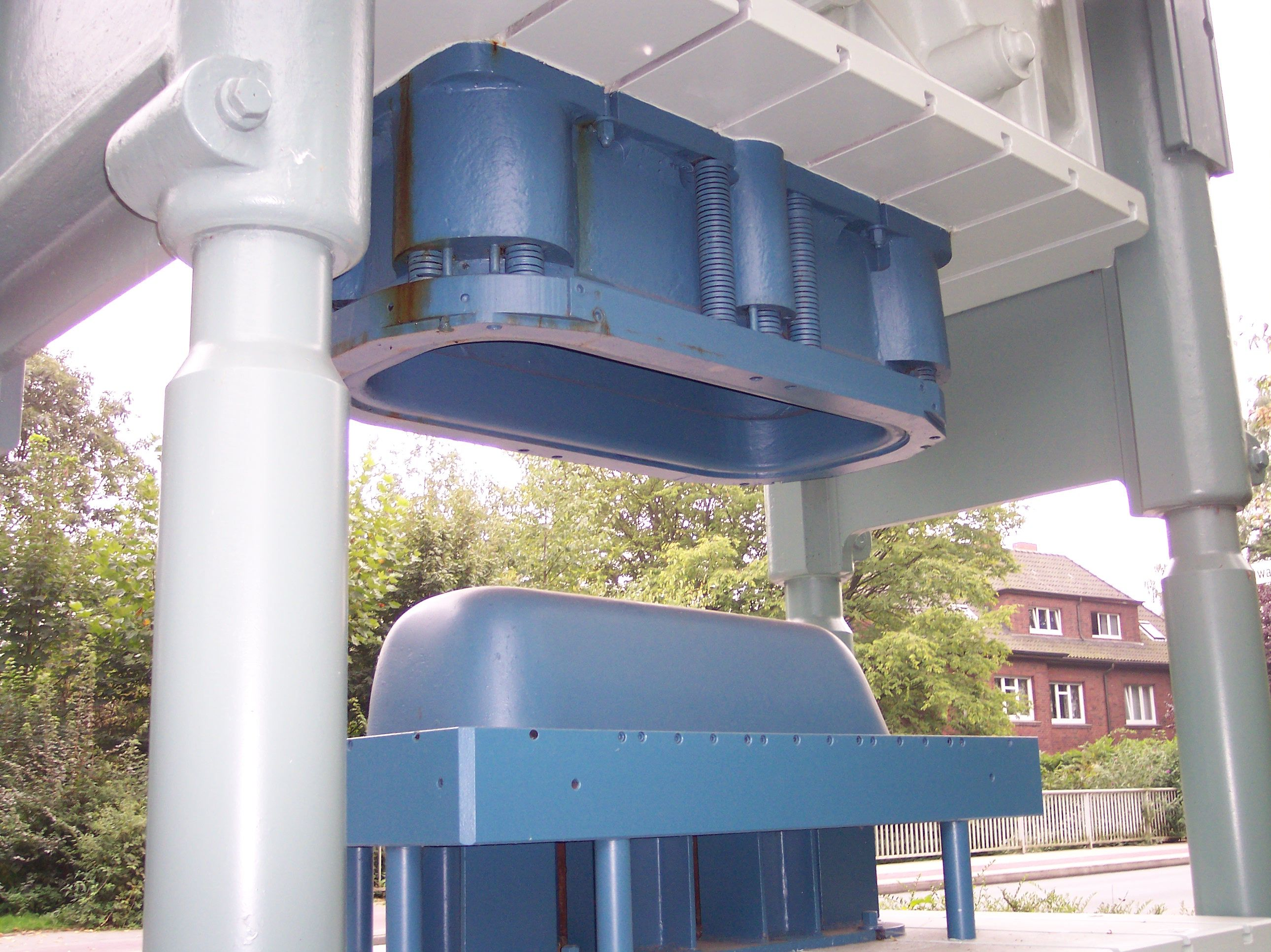
Presse à emboutir (en gris) les baignoires avec son outillage (en bleu).

L’emboutissage est une technique de fabrication permettant d’obtenir, à partir d’une feuille de tôle plane et mince, un objet dont la forme n’est pas développable. L'ébauche en tôle est appelée « Becker » ou flan, c'est la matière brute qui n’a pas encore été emboutie. La déformation peut se faire à froid ou à chaud. Dans le cas d'un formage à chaud, la température de déformation se situe généralement entre le tiers et la moitié de la température de fusion du matériau.
L’emboutissage est un  procédé de fabrication très utilisé dans l’industrie automobile, dans l’électroménager, etc.

## Principe
Le principe est fondé sur la déformation plastique du matériau (en général un métal), déformation consistant en un allongement ou un rétreint local de la tôle pour obtenir la forme.

## Outillage
L’emboutissage se pratique à l’aide de presses à emboutir de forte puissance munies d’outillages spéciaux qui comportent, dans le principe, trois pièces :
- un poinçon, en positif (forme mâle), qui épouse la forme intérieure de la pièce ;
- une matrice, en négatif (forme femelle), qui épouse sa forme extérieure de la pièce en réservant l’épaisseur de la tôle ainsi qu'un jeu de fonctionnement  ;
- un serre-flan qui entoure le poinçon, prend en sandwich le flanc (la tôle) contre le pourtour de la matrice et sert à coincer ce dernier lors du formage (quand le poinçon rentre dans la matrice).

Des joncs sont parfois utilisés pour freiner le glissement de la tôle (dans le cas ou la pression appliquée sur le serre-flan ne suffit pas à limiter suffisamment le glissement de la tôle).
Un rayon d'entrée de matrice permet de lisser les plis pouvant commencer à se former, évite une déchirure du métal et optimise le comportement des zones de rétreint - aucun angle ne doit être vif et un parfait état de surface est primordial : la mise au point de tels outils est une opération très spécialisée et très coûteuse notamment sur les pièces cosmétiques (exemple : plusieurs mois pour l'extérieur d'une portière, capot, etc.).

## Fonctionnement
L’opération d’emboutissage typique (double-effet) comporte quatre phases.
- Phase 1 : poinçon et serre-flan sont relevés. La tôle, préalablement lubrifiée, est posée sur la matrice.
- Phase 2 : le serre-flan est descendu et vient appliquer une pression bien déterminée, afin de maintenir la tôle tout en lui permettant de glisser.
- Phase 3 : le poinçon descend et déforme la tôle de façon plastique en l’appliquant contre le fond de la matrice (conformage).
- Phase 4 : le poinçon et le serre-flan se relèvent : la pièce conserve la forme acquise (limite d’élasticité dépassée).

On procède généralement ensuite au « détourage » de la pièce, c’est-à-dire à l’élimination des parties devenues inutiles (essentiellement des sur-longueurs permettant le maintien par le serre-flan).
Selon la profondeur ou la forme de la pièce, plusieurs passes dans un ou plusieurs outils peuvent être nécessaires.

## Autres procédés
L’emboutissage peut aussi être pratiqué par d’autres procédés, comme l’application d’un fluide à haute pression (voir hydroformage) qui plaque la tôle contre la matrice. Cette haute pression peut être obtenue à l’aide de dispositifs hydrauliques ou explosifs.
Le magnétoformage permet de déformer ou découper une pièce métallique en utilisant un champ magnétique.
Le procédé Guérin est l'un des procédés d'élasto-formage, où la matrice est remplacée par une matrice femelle élastomère, généralement du caoutchouc.

## Problèmes techniques
Sur certaines presses, seule la matrice peut se déplacer, on parle d'emboutissage simple-effet. Le vérin principal est appelé coulisseau. 
Sur d'autres presses, des vérins supplémentaires peuvent venir appliquer des forces ("effets") complémentaires à celui du coulisseau (maintien du serre-flan, éjecteurs, parties mobiles dans l'outillage, ...). On parle alors d'emboutissage double ou triple effets. 
Le choix du procédé dépend du type de presse disponible en atelier (effort de serrage, dimension), de la forme de la pièce, du matériau (acier standard, acier à haute résistance, aluminium, titane, alliages de nickel, etc.), du nombre total d'opérations pour obtenir la pièce finie, etc.
La formabilité de l'acier est améliorée en chauffant légèrement mais il ne faut pas dépasser une certaine température sans quoi les propriétés mécaniques risquent d'être altérées (résistance, dureté, etc.). 
Dans le cas de formage à froid en grande série (fortes cadences), la matrice peut être refroidie pour limiter l'échauffement lié au forces de frottement au cours de l'emboutissage.
L'emboutissage ne plastifie (déforme irrémédiablement) généralement pas entièrement la pièce, une étude de retour élastique est nécessaire pour assurer les tolérances de la pièce finie.
Les opérations d'emboutissage posent de gros problèmes de frottement, d'usure et de lubrification. On trouvera des renseignements à ce sujet dans le Wikilivre consacré à la tribologie et plus spécialement dans le chapitre consacré aux applications pratiques.

## Sécurité des machines et prévention des risques professionnels
Les presses à emboutir sont des machines. Les machines peuvent, si aucune mesure de prévention n'est prise, présenter des risques pour les opérateurs et tierces personnes amenés à les côtoyer. D'un point de vue réglementaire, leur conception et leur utilisation doivent être conformes, entre autres :
- à la directive "Machines" 2006/42/CE[2] d'un point de vue conception ;
- à la directive 2009/104/CE[3] qui s’adresse aux utilisateurs de machines.

### Conception des presses à emboutir
Conformément aux dispositions de la directive "Machines" 2006/42/CE, transposée en droit national dans le code du travail, les fabricants doivent réduire les risques dès la conception et respecter les Exigences Essentielles de Santé et de Sécurité listées dans son Annexe I.
Pour les aider dans leur démarche, les fabricants pourront s'appuyer sur la norme NF EN ISO 12100 qui décrit les principes généraux de conception des machines ainsi que sur les brochures INRS relatives à la prévention des risques mécaniques et à la conception des systèmes de commande.

### Utilisation des presses à emboutir
Afin de préserver la santé et la sécurité des travailleurs, l’employeur doit s’assurer que les machines sont sûres et conformes et que leur utilisation n’expose pas les salariés à des risques, et ceci dans toutes leurs phases de vie.
À cet effet, il doit réaliser l’évaluation des risques liés à la machine dont les résultats seront transcrits dans le Document unique d’évaluation des risques.
De plus, l’employeur a l’obligation de maintenir la machine en état de conformité (L.4321-1 du Code du travail).